# Kenny Stamatopoulos
Kyriakos "Kenny" Stamatopoulos (Calamata, 28 de agosto de 1979) é um futebolista do Canadá que atua como goleiro. Atualmente, joga no AIK, onde também exerce a função de treinador de goleiros.

## Biografia
Stamatopoulos mudou-se para o Canadá ainda na infância, começou jogando hóquei no gelo aos 2 anos de idade e migrou para o futebol aos 13.
Estreou como profissional em 1999, no Kalamata, clube de sua cidade natal, onde permaneceu até 2002. Fez carreira no futebol da Escandinávia, jogando por Enköpings, Boden e AIK na Suécia, e por Tromsø, Lyn e Fredrikstad, na Noruega. Em 2007, teve uma rápida passagem por empréstimo no Toronto FC, participando em 12 jogos. Sua contratação foi um pedido do técnico escocês Mo Johnston, após uma crise de lesões.
Com a morte do croata Ivan Turina em 2013, Stamatopoulos herdou a vaga do ex-companheiro de equipe, disputando 26 partidas. Perdeu a titularidade para Patrik Carlgren no ano seguinte, chegando a ser terceiro goleiro da equipe em 2015. Depois que Carlgren saiu do clube em 2016 e a escolha do jovem Oscar Linnér como substituto, voltou a ser o primeiro reserva. Em novembro de 2017, renovou seu contrato por mais 3 anos, passando a acumular dupla função de jogador e treinador de goleiros do AIK.

### Seleção do Canadá
Grego de nascimento, optou em defender a Seleção do Canadá em 2001, fazendo sua estreia num amistoso contra Malta.
Disputou 3 edições da Copa Ouro da CONCACAF (2002, 2009 e 2015), todas como reserva. Pelos Canucks, o goleiro atuou em 21 jogos.

## Títulos
AIK
- Supercopa da Suécia: 2010